# Многофункциональное устройство

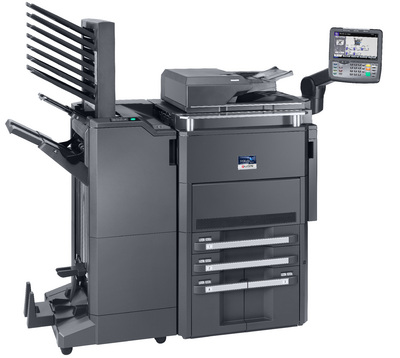
МФУ Kyocera TASKalfa 8000i

Многофункциональное устройство (сокр. МФУ) — устройство, совмещающее в себе функции принтера, сканера, копировального аппарата, иногда также факса и терминала электронной почты. Эти функции могут входить в стандартную комплектацию устройства или добавляться к базовому устройству опционально.

### Типы МФУ
Существует множество МФУ, которые различаются:
- по технологии печати: струйные, светодиодные, лазерные;
- по цветности: цветные (полноцветные), монохромные;
- по входящим в состав компонентам;
- по сфере применения: бытовые, офисные, профессиональные (для фотомастерских, печати большими партиями или нестандартных размеров).

### Преимущества и недостатки
Преимущества:
- Экономия офисного и домашнего пространства.
- Стоимость МФУ, намного ниже, чем стоимость раздельно приобретенных сканера, принтера, факса и копировального устройства.
- Объединение принтера и сканера в одном блоке позволяет копировать при выключенном компьютере. С помощью большинства МФУ сделать несколько экземпляров за один проход сканирующей линейки.

Недостатки:
- По сравнению с дупликаторами МФУ обладают значительно меньшей скоростью получения копии и более высокой стоимостью отпечатка.

## Производители
Производители МФУ:
- Brother
- Canon
- Dell
- Epson
- Hewlett-Packard
- Kodak
- Konica Minolta
- Kyocera
- Lexmark
- Océ (Canon)
- Okidata
- Olivetti
- Panasonic
- Ricoh
- Samsung
- Sharp
- Sindoh
- Toshiba
- Utax
- Xerox
- Infoeglobe
- Pantum